# Rzeczpospolita (Zeitung)

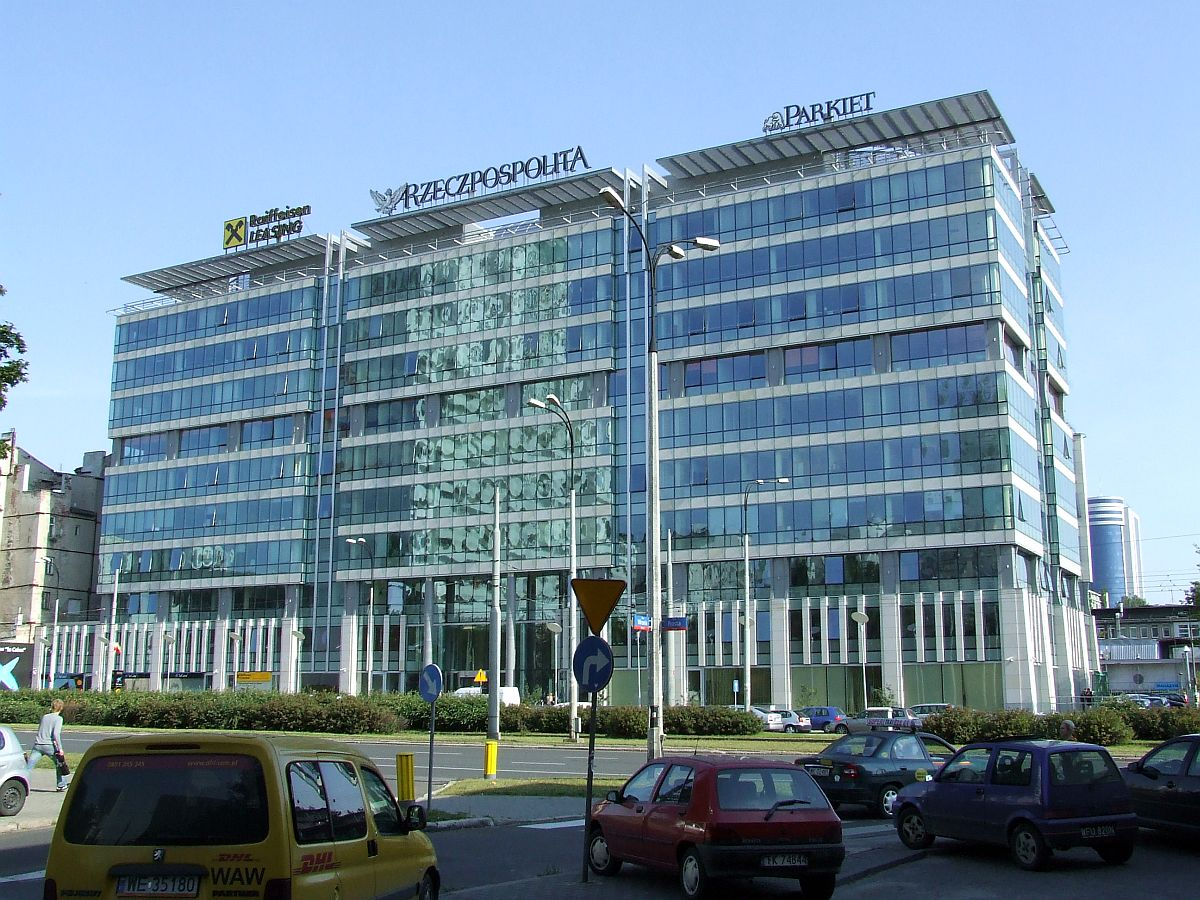
Sitz der Tageszeitung in Warschau

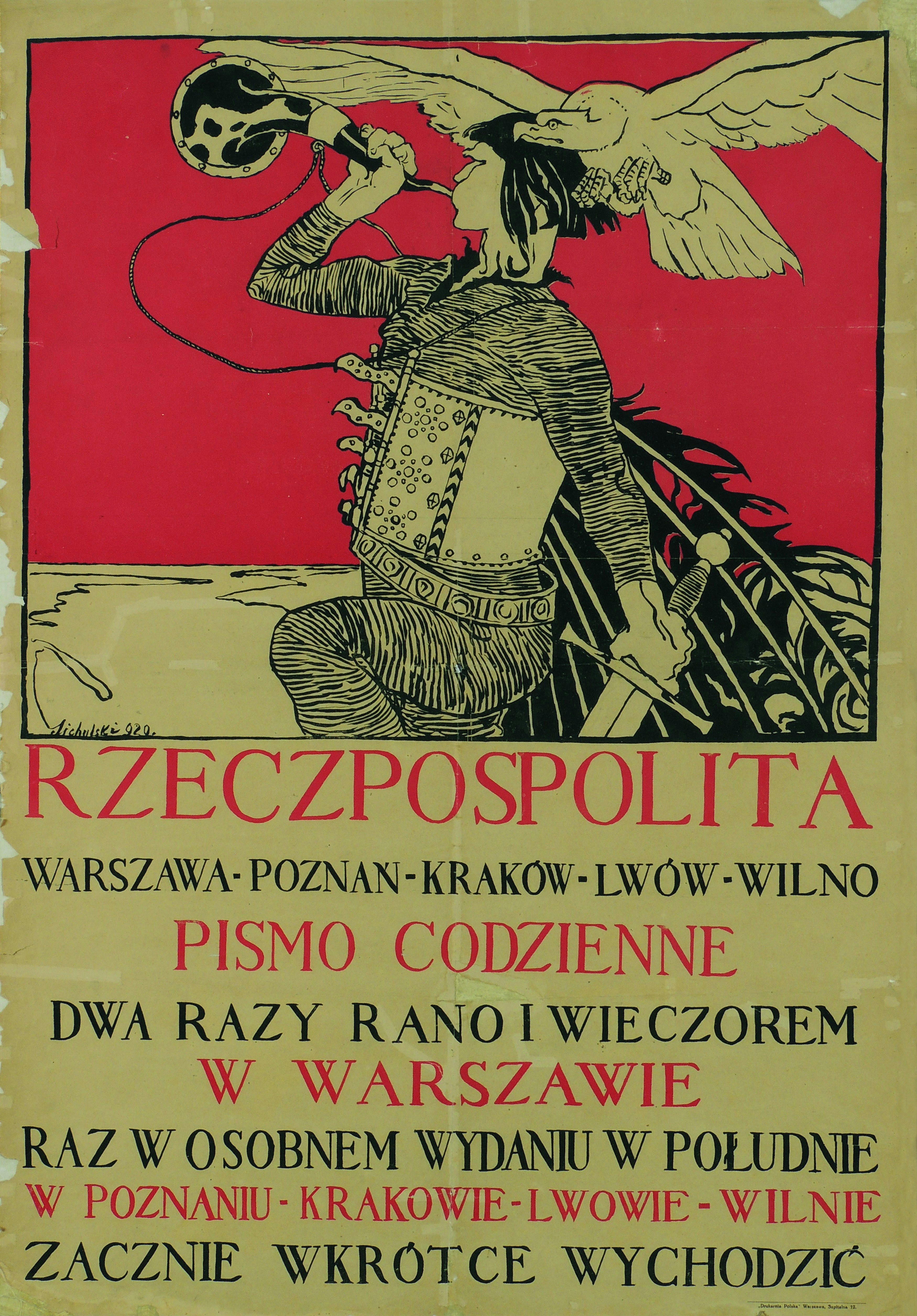
Werbeplakat zur Vorgängerpublikation (1920)

Rzeczpospolita ([ʐɛt͡ʂpɔsˈpɔlʲita], deutsch „Die Republik“) ist nach der Gazeta Wyborcza die zweitgrößte seriöse überregionale Tageszeitung in Polen (unter Berücksichtigung der Boulevardzeitungen die viertgrößte) mit einer gedruckten Auflage von ca. 200.000 Exemplaren und einer geschätzten Leserschaft von 1,3 Mio. Herausgegeben wird sie vom Verlagshaus Presspublica, das sich im Besitz des Unternehmers Grzegorz Hajdarowicz befindet.
Die Rzeczpospolita erscheint Montag bis Samstag im sog. Tabloid-Format (bis 14. Oktober 2007 als Broadsheet-Format) und pflegt ein konservatives Image, im Gegensatz zur auflagenstärkeren Gazeta Wyborcza, die dem linksliberalen Milieu zugerechnet wird und auch vereinzelte Elemente der Boulevardpresse aufweist.
Auffällig ist die thematische und farblich hervorgehobene Dreiteilung der Zeitung: Neben dem normalen Nachrichtenteil (weiß) erscheint der Wirtschaftsteil auf hellgrünem Papier, zudem gibt es einen täglichen juristischen Teil auf gelbem Papier. Neben diesen täglichen Rubriken erscheinen ein- oder zweimal pro Woche Beilagen zu verschiedenen Themen (z. B. Automobil- und Immobilienmarkt, Stellenangebote und Fortbildungen, Fernsehprogramm, Kultur, Reisen). Samstags erscheint die Feuilletonbeilage Plus-Minus, in der bekannte Autoren und Politiker Essays zu kulturellen, politischen und historischen Themen veröffentlichen, die ein breites Meinungsspektrum abbilden.
Die Rzeczpospolita veröffentlicht außerdem regelmäßig Rankings zu Unternehmen, Institutionen und Behörden.

## Geschichte
Bereits zwischen 1920 und 1931 erschien unter dem Namen Rzeczpospolita in Polen eine Tageszeitung mit durchweg konservativem Meinungsbild, die zunächst von Ignacy Jan Paderewski und anschließend Wojciech Korfanty herausgegeben wurde. Zu ihren Autoren zählten namhafte Persönlichkeiten wie Józef Dowbor-Muśnicki, Kornel Makuszyński oder Stefan Żeromski.
Während des Zweiten Weltkrieges erschien zwischen 1940 und 1943 wiederum unter dem Namen Rzeczpospolita eine von linken Kräften des polnischen Untergrundstaates unregelmäßig herausgegebene Zeitschrift.
Die heutige Rzeczpospolita geht jedoch auf eine erstmals am 23. Juli 1944 und damit ebenfalls noch während des Zweiten Weltkrieges publizierte Tageszeitung zurück, für deren Herausgabe das kommunistische und von der Sowjetunion gestützte Komitee der Nationalen Befreiung verantwortlich war. Mit der Namenswahl knüpfte man damals bewusst an die bis 1931 veröffentlichte Tageszeitung an, um in der polnischen Nachkriegsöffentlichkeit, die der neuen kommunistischen Regierung durchweg ablehnend gegenüberstand, eine gewisse Legitimität aufzubauen. Parallel dazu erschien mit der Gründung der Polnischen Vereinigten Arbeiterpartei (PVAP) 1948 deren Presseorgan Trybuna Ludu (deutsch „Volkstribüne“). 1950 wurde die Tageszeitung Rzeczpospolita eingestellt, da die gleichzeitige Existenz einer Partei- und einer Regierungszeitung im konsolidierten Ein-Parteien-Staat überflüssig wurde.
Im Vorfeld der politischen Krise in Polen, als das Image der PVAP weiter abnahm, entstand 1981 auf Anraten von Edmund Jan Osmańczyk die Idee zur Wiederbelebung der Tageszeitung, um die vermeintliche Unabhängigkeit der Regierung gegenüber der Sowjetunion zu betonen. Ab 1982 erschien die Rzeczpospolita somit als zusätzliches Presseorgan der Regierung zur Trybuna Ludu. Dieser Dualismus entsprach der Situation in der Sowjetunion, wo ebenfalls die Prawda als Partei- und die Iswestija als Regierungszeitung erschienen; die Entwicklung der Iswestija im heutigen Russland der Nachwendezeit ähnelt stark der der Rzeczpospolita in Polen.
Nach 1989 blieb die Rzeczpospolita auch in der Nachwendezeit zunächst als staatliches Presseorgan bestehen. Erst 1991 wurde die Tageszeitung unter Premier Jan Krzysztof Bielecki in die politische Unabhängigkeit entlassen, während der polnische Staat in Form des Przedsiębiorstwo Wydawnicze Rzeczpospolita Anteilseigner blieb. Gründungschefredakteur der unabhängigen Rzeczpospolita war bis zu seinem Tod 1996 der bekannte polnische Journalist Dariusz Fikus. Aus einem Joint Venture mit dem französischen Verleger Robert Hersant entstand zudem das Verlagshaus Presspublica, in dem die Zeitung seither erscheint.
1996 übernahm der norwegische Konzern Orkla Media Anteile an Presspublica und hielt bis 2006 mit 51 % die Mehrheit an dem Verlagshaus, bis die britische Unternehmensgruppe Mecom veräußert wurden. 2011 übernahm der polnische Unternehmer Grzegorz Hajdarowicz sämtliche Anteile an Presspublica und der Tageszeitung. Unverzüglich ersetzte er Lisicki durch den gemäßigteren Tomasz Wróblewski.

## Chefredakteure
- 1982–1986 – Józef Barecki
- 1986–1989 – Janusz Durmała
- 1989–1996 – Dariusz Fikus
- 1996–2000 – Piotr Aleksandrowicz
- 2000–2004 – Maciej Łukasiewicz
- 2004–2006 – Grzegorz Gauden
- 2006–2011 – Paweł Lisicki
- 2011–2012 – Tomasz Wróblewski
- 2012 – Andrzej Talaga
- 2013–gegenwärtig – Bogusław Chrabota

## Kontroversen
Im Januar 2005 geriet die Rzeczpospolita in die Diskussion, nachdem einer ihrer Redakteure, Bronisław Wildstein, eine Inventarliste des Instituts für Nationales Gedenken mit den Namen von Mitarbeitern, Anwärtern und Opfern des polnischen Stasi-Gegenstücks Służba Bezpieczeństwa (deutsch „Sicherheitsdienst“) entwendet und verbreitet hatte. Wildstein wurde daraufhin entlassen.
In der Nachwendezeit entwickelte sich die Rzeczpospolita zunächst zu einer politisch liberal-konservativen Tageszeitung. Die im Oktober 2005 von der Partei Recht und Gerechtigkeit (PiS) gebildete Regierungskoalition setzte als damalige Miteignerin am Przedsiębiorstwo Wydawnicze Rzeczpospolita jedoch die Berufung des national-katholischen Publizisten Paweł Lisicki als neuen Chefredakteur durch. In der Folge verließen spätestens ab 2006 mehrere profilierte Redakteure die Tageszeitung.
Am 30. Oktober 2012 publizierte die Zeitung auf der Titelseite einen Artikel von Cezary Gmyz über angebliche Sprengstoffspuren am Wrack der am 10. April 2010 bei Smolensk verunfallten polnischen Präsidentenmaschine, der sich allerdings als unzutreffend erwies. Wróblewski wurde daraufhin entlassen. Neuer Chefredakteur wurde Bogusław Chrabota.
Unter Chrabota kehrte die Zeitung zu ihrem früheren Kurs zurück: wirtschaftspolitisch liberal, weltanschaulich wertkonservativ. Nach der Rückkehr der PiS an die Macht 2015 begleitete sie deren Kurs zunehmend kritisch. Die Abwahl der PiS bei der Parlamentswahl 2023 begrüßte die Zeitung. In einem auch von anderen Medien zitierten Leitartikel wurde die Frage gestellt, „warum 7,5 Millionen eine Obrigkeit gewählt haben, die lügt, stiehlt, Hass schürt, Millionen Polen Verräter nennt [...], die inkompetent ist, die mit allen im Streit liegt von der EU bis zur Ukraine, die in der Praxis Fundamente des Christentums verletzt“. (... dlaczego 7,5 mln ludzi zagłosowało na władzę, która kłamie, kradnie, wzbudza nienawiść, nazywa miliony Polaków zdrajcami, jest nie udolna, pokłócona z wszustkimi od Unii po Ukrainę, która w praktyce urąga zasadom chrześcijanskim).